# Cemitério dos Pretos Novos
O Cemitério dos Pretos Novos, também conhecido como Memorial dos Pretos Novos, é um sítio arqueológico e centro cultural situado no bairro da Gamboa, na Zona Central da cidade do Rio de Janeiro. Localiza-se nos números 32, 34 e 36 da Rua Pedro Ernesto, em um casarão do século XVIII. O centro funciona sobre o local onde funcionou, entre 1769 e 1830, um antigo cemitério de escravos. É administrado pelo Instituto de Pesquisa e Memória Pretos Novos.
Atualmente, o casarão funciona como centro cultural, cuja finalidade é resgatar a história da cultura africana na cidade através da divulgação cultural e artística. No local, são oferecidos cursos e oficinas. Na Galeria Pretos Novos, são apresentadas exposições temporárias de arte contemporânea de temática africana. Já a Biblioteca Pretos Novos, inaugurada em novembro de 2012, conta com cerca de 600 títulos dedicados à cultura, à história e às artes afro-brasileiras e indígenas.
O centro recebeu esse nome por homenagear os Pretos Novos. Pretos Novos era o nome dado aos escravos recém-chegados ao Rio de Janeiro pelo Cais do Valongo e que eram negociados no mercado de vendas de escravizados.

## História
O denominado Cemitério dos Pretos Novos funcionou, entre 1769 e 1830, em um dos barracões do antigo mercado negreiro, localizado no Valongo, faixa do litoral carioca que ia da Prainha à Gamboa. O barracão era situado na Rua do Cemitério, atual Rua Pedro Ernesto. O cemitério foi criado por ordem de Luís Melo Silva Mascarenhas, o marquês do Lavradio, então vice-rei do Brasil, por conta da transferência do porto de desembarque dos escravos do cais da Praça XV para o Valongo, local na época fora dos limites urbanos.
No mercado negreiro do Valongo, eram "depositados" todos os escravos que chegavam nas longas viagens dos navios negreiros, denominados como Pretos Novos. Nessas viagens, praticamente todo o negro que chegava na então colônia portuguesa encontrava-se muito debilitado. Uma porcentagem significativa destes cativos imigrantes africanos não resistia às condições desumanas da travessia do Atlântico ou do mercado de escravos e eram enterrados dentro de barracões ou nos arredores do mercado. Calcula-se que foram enterrados, no Cemitério dos Pretos Novos, pelo menos entre 20.000 e 30.000 escravos. Tal espaço de enterro de escravos substituiu o Largo de Santa Rita, situado em frente à Igreja de Santa Rita de Cássia, no Centro, que era o local onde, anteriormente, eram feitos os enterros. Nos seus últimos seis anos de funcionamento, segundo pesquisa feita nos arquivos da igreja, a média de enterros no Cemitério dos Pretos Novos foi superior a mil enterros por ano.
Em 1830, o mercado foi fechado, em parte pelo inconveniente das atividades e pelo mau cheiro, que eram objeto de reclamações por parte dos moradores locais, e também como uma forma de as autoridades locais mostrarem, aos ingleses, que estavam respeitando o tratado de extinção do tráfico imposto pela Inglaterra e assinado em 1827. Na realidade, porém, a atividade só mudou de endereço.
O achado arqueológico do Cemitério dos Pretos Novos ocorreu no dia 8 de janeiro de 1996. Os proprietários da sede do instituto resolveram reformar o imóvel do qual são donos e, ao ser feita a sondagem o solo para as obras, foram encontrados fragmentos de ossos humanos misturados a vestígios de cerâmica, vidro, ferro e outros materiais. A descoberta foi comunicada aos órgãos responsáveis, que enviaram ao local equipes de profissionais que confirmaram a existência de um sítio arqueológico de grande importância histórica.
Em 2012, a fim de proteger os achados arqueológicos do local, foram instaladas pirâmides de vidro sobre as duas aberturas que deixam visíveis as ossadas dos escravos ali enterrados. Cinco anos depois, em 2017, o primeiro esqueleto inteiro foi encontrado no local. As escavações, que duraram cerca de sete meses, ocorreram em uma área de 2 m² de um dos poços de observação do cemitério. A ossada é de uma mulher, batizada de Josefina Bakhita, que morreu com aproximadamente 20 anos no início do século XIX.

## Acervo
Foram encontrados mais de 5 mil fragmentos arqueológicos no local. Os ossos não cremados encontrados no local permitiram identificar 28 corpos, a maioria deles correspondentes a indivíduos do sexo masculino com idades entre 18 e 25 anos. Painéis, fotos, ossadas, arcadas dentárias, artefatos do cotidiano e fragmentos diversos fazem parte dos objetos expostos no memorial.
Dentre os artefatos encontrados, há pontas de lança, argolas, colares, contas de vidro, artefatos de barro (como cachimbos), porcelanas, conchas e vestígios de fogueira. Tais artefatos evidenciam não apenas restos de origem africana, mas também de origem europeia e indígena.